# ندرا ولتز
ندرا ولتز (انگلیسی: Nedra Volz؛ ‏ ۱۸ ژوئن ۱۹۰۸ – ۲۰ ژانویهٔ ۲۰۰۳) بازیگر اهل ایالات متحده آمریکا بود.
از فیلم‌ها یا مجموعه‌های تلویزیونی که وی در آن‌ها نقش داشته‌است، می‌توان به دختران زمینی بی‌قید و بندند، اعتیاد به سفید بزرگ و همگی در خانواده اشاره نمود.